# Jan Gies
Jan Gies (prononcé en néerlandais : [ˈjɑŋ ˈɣis]), né à Amsterdam le 18 octobre 1905 et décédé dans la même ville le 26 janvier 1993, est un membre de la résistance néerlandaise qui, avec sa femme, Miep Gies, aida Anne Frank et sa famille, ainsi que la famille Van Pels et Fritz Pfeffer, à vivre en clandestinité lors de l'occupation allemande des Pays-Bas. Dans le journal d'Anne Frank, il porte le pseudonyme de Henk van Santen.

## Éléments biographiques

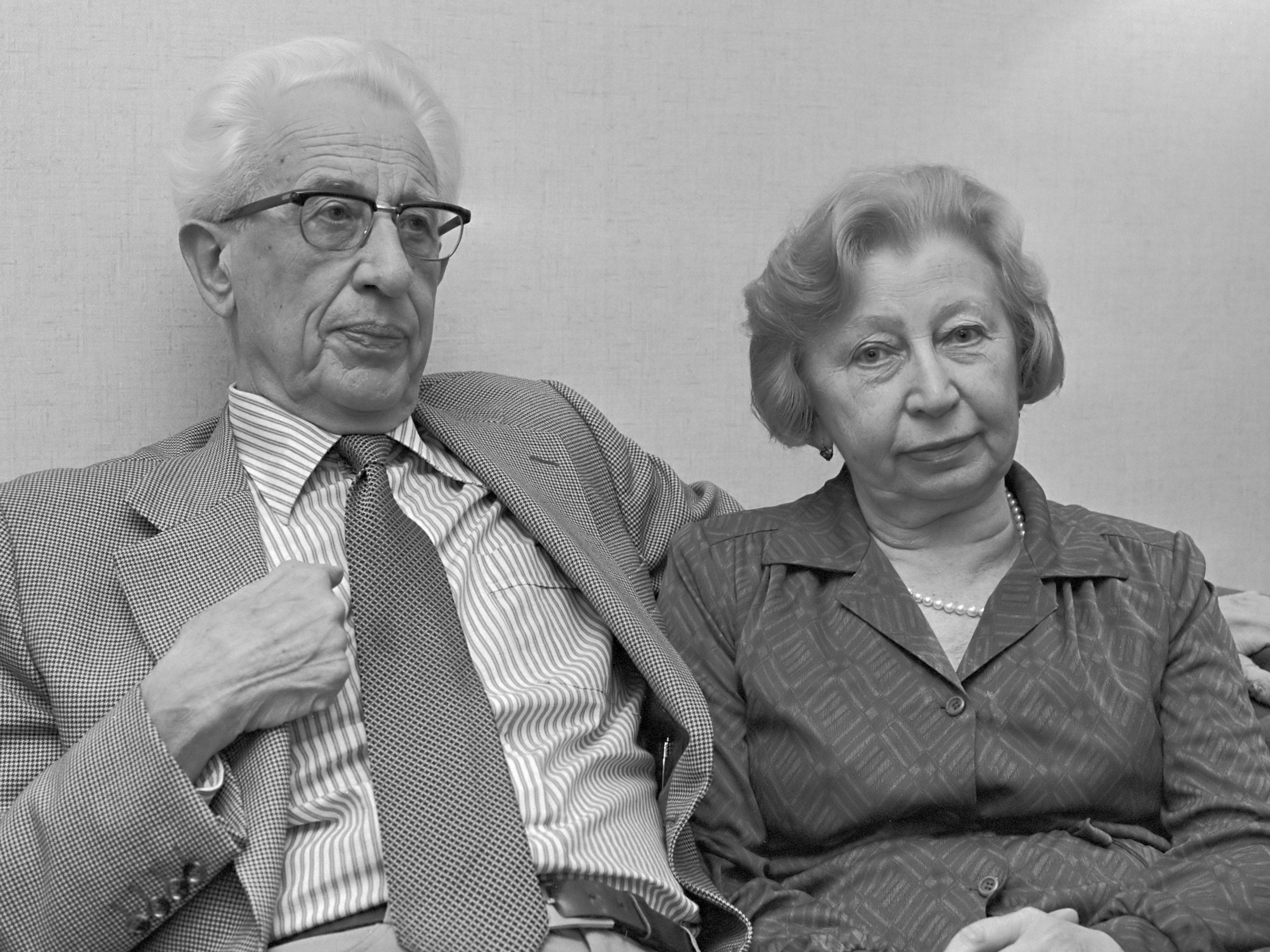
Jan et Miep Gies en 1980. Photo : Marcel Antonisse/Anefo

Jan Augustus Gies est né et a grandi dans le sud d'Amsterdam. En 1933, il est comptable dans une entreprise de textile. C'est là qu'il rencontre une dactylo, Hermine dite Miep Santrouschitz. Leurs chemins se séparent ensuite. Jan travaille alors pour le service social d'Amsterdam et Miep accepte un poste au sein de l'entreprise Opekta d'Otto Frank. Ils se retrouvent néanmoins en 1936 et se marient le 16 juillet 1941 tandis que Miep est menacée de déportation pour avoir refusé de suivre un mouvement de femmes nazies. On retrouvait à leur mariage : Otto Frank et sa fille Anne, Hermann van Pels et sa femme Augusta et les collègues de Miep, Victor Kugler, Bep Voskuijl, et Johannes Kleiman. Plus tard dans l'année, Otto Frank, empêché par les ordonnances allemandes de rester à la tête de son usine en tant que Juif, demande à Jan Gies de reprendre à son nom la direction d'Opekta qui devient — sur le papier du moins — Gies & Co.
La persécution des Juifs d'Amsterdam s'intensifiant, Jan Gies, leur vint en aide en leur procurant de faux papiers et des cartes de rationnement. En leur trouvant des endroits pour se cacher et des journaux britanniques exempts de propagandes nazies. Gies vint ainsi en aide à la famille Frank, leur rendant de fréquentes visites dans leur cachette du 263, Prinsengracht durant leurs deux années de confinement. Lui et sa femme passèrent même une nuit dans l'annexe secrète qui s'était mobilisée pour fêter leur premier anniversaire de mariage,.
En plus de leur engagement à l'égard de la famille Frank, de la famille van Pels et de Fritz Pfeffer, Miep et Jan Gies dissimulaient chez eux un étudiant ayant refusé de signer un manifeste nazi. Lorsque, sur dénonciation anonyme, les huit clandestins sont arrêtés en août 1944, Miep récupère les écrits d'Anne Frank avant que la cachette ne soit saccagée par la police secrète. Des huit clandestins, Otto Frank fut le seul à revenir de captivité. Il s'installa chez les Gies avec lesquels il vécut sept années avant de regagner la Suisse pour se rapprocher de sa mère.

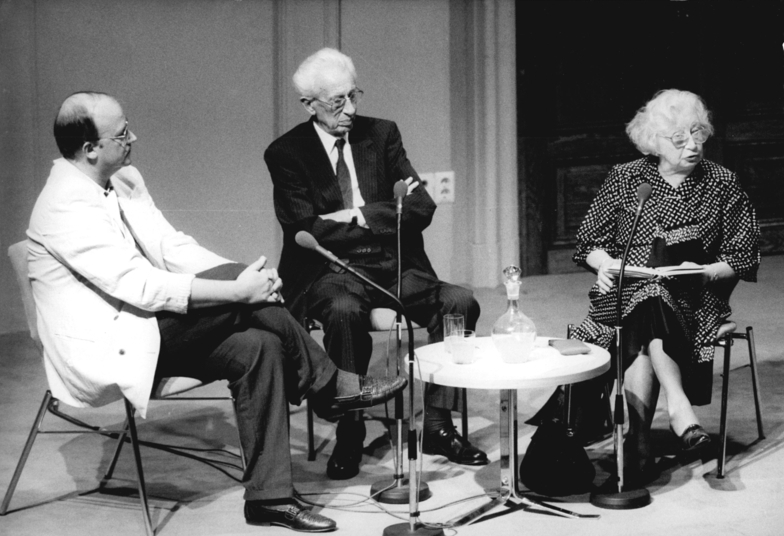
Jan Gies (au milieu), Miep Gies, en 1989

Après la publication du journal d'Anne Frank sous le titre de Het Achterhuis (la maison à l'arrière souvent traduit par l'annexe secrète) en 1947, Jan et Miep sont au centre de l'attention des médias, en particulier lorsque le journal intime d'Anne est traduit en anglais sous le titre The Diary of a Young Girl et fut adapté pour le théâtre et pour l'écran. Ils prirent alors part à des cérémonies du souvenir et à des conférences à propos de l'histoire des Frank et de la nécessité de résister au fascisme.
Ils ont un fils, Paul Gies, qui naît le 13 juillet 1950. Il épousera Lucie et auront trois enfants, Erwin, Jeanine et David.
Jan Gies meurt en 1993 du diabète. Il est alors âgé de 87 ans. Sa femme, Hermine, Miep lui survécut et mourut à l'âge de 100 ans, en 2010.

## Reconnaissances
- Juste parmi les nations